# Lukas Hofer
Pour les articles homonymes, voir Hofer.
Lukas Hofer, né le 30 septembre 1989 à Brunico, est un biathlète italien, deux fois médaillé de bronze olympique en relais mixte. En 2011, pour ses premiers championnats du monde, il est médaillé d'argent sur la mass start. Il remporte au cours de sa carrière deux manches de Coupe du monde, à chaque fois sur le sprint, l'une en 2014 à Antholz-Anterselva et l'autre en 2021 à Östersund.

## Carrière
Membre des Carabinieri, il fait ses débuts internationaux en 2006 dans la Coupe d'Europe junior, dont il monte sur deux podiums en 2007.
Lukas Hofer entame sa carrière en Coupe du monde de biathlon lors de la saison 2008-2009. Il remporte deux médailles d'or aux Championnats du monde juniors 2009 à Canmore en sprint et en poursuite. Après une saison d'apprentissage, il marque ses premiers points en fin d'année 2009 à Östersund (20e du sprint) et monte sur son premier podium en relais mixte à Kontiolahti. C'est au cours de la saison 2010-2011 qu'il commence à obtenir de bons résultats, avec plusieurs top 10 et surtout une troisième place sur la mass-start aux Championnats du monde de biathlon 2011 à Khanty-Mansiïsk (Russie) synonyme de bronze qui se transformera en médaille d'argent plus de dix années après, lorsque le Russe Ustyugov qui l'avait devancé sera disqualifié pour dopage.
Lors de la saison 2011-2012, Lukas Hofer remporte sa première course en Coupe du monde à Oberhof en Allemagne sur le relais (4 × 7,5 km). Il empoche deux médailles aux championnats du monde de biathlon d'été en 2013 à Forni Avoltri, en or sur le sprint, en argent sur la poursuite.

### Première victoire individuelle en Coupe du monde et médaille de bronze aux JO (2014)
Le 17 janvier 2014, il remporte sa première victoire individuelle en Coupe du monde sur le sprint d'Antholz-Anterselva, à égalité avec l'Allemand Simon Schempp. En février de la même année, l'Italien décroche la médaille de bronze aux Jeux olympiques de Sotchi dans l'épreuve du relais mixte (2 × 6 + 2 × 7,5 km), en compagnie de Dorothea Wierer, Karin Oberhofer et Dominik Windisch.
Entre 2015 et 2017, il entre dans une phase creuse de sa carrière, finissant au mieux 29e de la Coupe du monde durant cette période et trois fois sur le podium en relais mixte.

### Deuxième médaille de bronze olympique (2018)
Aux Jeux olympiques d'hiver de 2018 à Pyeongchang, il s'adjuge de nouveau la médaille de bronze du relais mixte, tandis qu'il finit dixième du sprint et de la poursuite notamment. Au cours de cette saison Lukas Hofer multiplie les top dix et monte sur deux podiums en poursuite à Oslo et Tioumen, ce qui lui permet d'établir son meilleur classement général avec le cinquième rang. Il gagne aussi son premier relais mixte à Kontiolahti.

### Nouvelles médailles mondiales en relais (2019-2020)
Aux Mondiaux 2019, il ajoute deux podiums a son palmarès, gagnant la médaille de bronze au relais mixte et la médaille d'argent au relais simple mixte avec Dorothea Wierer, avec qui il gagne le Biathlon World Team Challenge cet hiver. Il y est aussi cinquième sur l'individuel, soit son deuxième meilleur résultat en championnat du monde. Il reste dans le top dix mondial, avec deux podiums individuels supplémentaires à Oberhof et Holmenkollen.
En 2019-2020, s'il commence bien la saison avec une victoire sur le relais mixte à Östersund, il fait moins parler de lui sur le plan individuel. Il obtient la médaille d'argent aux Championnats du monde 2020 à Antholz, en Italie, sur le relais mixte en compagnie de Lisa Vittozzi, Dorothea Wierer et Dominik Windisch.

### Deuxième victoire individuelle en Coupe du monde (2021)
En janvier 2021, après un podium en relais à Oberhof, il manque de peu le podium sur son site d'entraînement d'Antholz, relégué au quatrième rang de l'individuel par Fillon Maillet pour un dixième de seconde. En mars 2021, l'Italien monte enfin sur son premier podium individuel de la saison à Nove Mesto en terminant troisième du sprint derrière Quentin Fillon Maillet et Tarjei Bø. Lors de l'étape suivante à Östersund, il s'impose pour la deuxième fois de sa carrière en Coupe du monde sur le dernier sprint de la saison grâce à un 10 sur 10 au tir, devant Sebastian Samuelsson et Tarjei Bø. Après cette première victoire individuelle depuis 2014, Hofer conclut sa saison sur une troisième place lors de la poursuite derrière les deux Norvégiens Sturla Laegreid et Johannes Bø.

## Palmarès

### Jeux olympiques
| Édition \ Épreuve | Individuel | Sprint | Poursuite | Mass start | Relais | Relais mixte                        |
| ----------------- | ---------- | ------ | --------- | ---------- | ------ | ----------------------------------- |
| Vancouver 2010    | 45e        | 55e    | 53e       | —          | 11e    | Épreuve inexistante à cette date    |
| Sotchi 2014       | 14e        | 12e    | 17e       | DNF        | 4e     | Médaille de bronze, Jeux olympiques |
| Pyeongchang 2018  | 63e        | 10e    | 10e       | 18e        | 12e    | Médaille de bronze, Jeux olympiques |
| Pékin 2022        | 27e        | 14e    | 4e        | 27e        | 7e     | 9e                                  |

Légende :
- : première place, médaille d'or
- : deuxième place, médaille d'argent
- : troisième place, médaille de bronze
- : pas d'épreuve
- — : non disputée par Hofer
- DNF : abandon

### Championnats du monde
| Édition \ Épreuve       | Individuel   | Sprint       | Poursuite    | Mass start               | Relais       | Relais mixte              | Relais mixte simple              |
| ----------------------- | ------------ | ------------ | ------------ | ------------------------ | ------------ | ------------------------- | -------------------------------- |
| Khanty-Mansiïsk 2010    | JO Vancouver | JO Vancouver | JO Vancouver | JO Vancouver             | JO Vancouver | 8e                        | Épreuve inexistante à cette date |
| Khanty-Mansiïsk 2011    | 26e          | 16e          | 9e           | Médaille d'argent, monde | 4e           | 5e                        | Épreuve inexistante à cette date |
| Ruhpolding 2012         | 20e          | 30e          | 13e          | 15e                      | 4e           | 9e                        | Épreuve inexistante à cette date |
| Nové Město 2013         | 7e           | 13e          | 11e          | 20e                      | 6e           | 4e                        | Épreuve inexistante à cette date |
| Kontiolahti 2015        | 50e          | 24e          | 30e          | —                        | 12e          | 7e                        | Épreuve inexistante à cette date |
| Oslo 2016               | 31e          | 75e          | —            | —                        | 11e          | 8e                        | Épreuve inexistante à cette date |
| Hochfilzen 2017         | 34e          | 56e          | DNS          | —                        | 5e           | 4e                        | Épreuve inexistante à cette date |
| Östersund 2019          | 5e           | 52e          | 42e          | 17e                      | 15e          | Médaille de bronze, monde | Médaille d'argent, monde         |
| Antholz-Anterselva 2020 | 13e          | 21e          | 20e          | 18e                      | 7e           | Médaille d'argent, monde  | 9e                               |
| Pokljuka 2021           | 19e          | 13e          | 15e          | 7e                       | 6e           | 6e                        | 5e                               |
| Oberhof 2023            | 72e          | 28e          | 35e          | —                        | 7e           | —                         | —                                |
| Nové Město 2024         | 24e          | 18e          | 9e           | 19e                      | 6e           | —                         | —                                |
| Lenzerheide 2025        | 70e          | 16e          | 20e          | 8e                       | 5e           | 7e                        | —                                |

Légende :
- : première place, médaille d'or
- : deuxième place, médaille d'argent
- : troisième place, médaille de bronze
- — : non disputée par Hofer
- : pas d'épreuve

### Coupe du monde
- Meilleur classement général : 5e en 2018.
- 34 podiums : 
  - 12 podiums individuels : 2 victoires, 4 deuxièmes places et 6 troisièmes places.
  - 8 podiums en relais : 1 victoire, 3 deuxièmes places et 4 troisièmes places.
  - 12 podiums en relais mixte : 2 victoires, 4 deuxièmes places et 6 troisièmes places.
  - 2 podiums en relais mixte simple : 1 victoire et 1 deuxième place.

Mise à jour le 26 novembre 2024

#### Détail des victoires
| Saison / Épreuve | Individuel | Sprint             | Poursuite | Mass start | Total |
| 2013-2014        |            | Antholz-Anterselva |           |            | 1     |
| 2020-2021        |            | Östersund          |           |            | 1     |
| Total            | 0          | 2                  | 0         | 0          | 2     |

#### Classements en Coupe du monde
| Saison    | Classement général final | Individuel | Sprint | Poursuite | Mass start |
| 2008-2009 | nc                       | nc         | nc     | nc        |            |
| 2009-2010 | 51e                      | 48e        | 55e    | 52e       |            |
| 2010-2011 | 12e                      | 57e        | 7e     | 12e       | 4e         |
| 2011-2012 | 23e                      | 34e        | 22e    | 22e       | 22e        |
| 2012-2013 | 20e                      | 8e         | 20e    | 20e       | 23e        |
| 2013-2014 | 15e                      | 20e        | 8e     | 24e       | 11e        |
| 2014-2015 | 38e                      | nc         | 47e    | 29e       | 44e        |
| 2015-2016 | 33e                      | 27e        | 23e    | 40e       | 43e        |
| 2016-2017 | 29e                      | 36e        | 24e    | 21e       | 35e        |
| 2017-2018 | 5e                       | 4e         | 9e     | 4e        | 14e        |
| 2018-2019 | 10e                      | 10e        | 9e     | 8e        | 14e        |
| 2019-2020 | 16e                      | 9e         | 17e    | 13e       | 22e        |
| 2020-2021 | 8e                       | 9e         | 7e     | 10e       | 12e        |
| 2021-2022 | 20e                      | -          | 23e    | 11e       | 14e        |
| 2022-2023 | -                        | -          | -      | -         |            |
| 2023-2024 | 25e                      | 40e        | 22e    | 24e       | 22e        |
| 2024-2025 | 33e                      | 40e        | 24e    | 26e       | 44e        |

### Championnats d'Europe
- Médaille de bronze du sprint en 2011 à Ridnaun-Val Ridanna.

### Championnats du monde junior
- Médaille de bronze en relais en 2008 (jeune).
- Médaille d'or du sprint en 2009 (junior).
- Médaille d'or de la poursuite en 2009 (junior).

### Championnats du monde de biathlon d'été
- Médaille d'or du sprint en 2013.
- Médaille d'argent de la poursuite en 2013.

### Jeux mondiaux militaires d'hiver
| Épreuve / Édition    | Annecy 2013 |
| 10 km sprint         | Or          |
| Sprint par équipes   | Or          |
| Patrouille masculine | Bronze      |